# Caffrowithius biseriatus
Caffrowithius biseriatus är en spindeldjursart som beskrevs av Volker Mahnert 1983. Caffrowithius biseriatus ingår i släktet Caffrowithius och familjen blindklokrypare. Inga underarter finns listade.